# Společnost přátel starožitností
Společnost přátel starožitností (SPS) byla založena jako Společnost přátel starožitností českých roku 1888 v Praze a patří mezi nejstarší české spolky, zaměřené na poznávání a ochranu historického a kulturního dědictví v Čechách.

## Orgány společnosti
Výbor SPS:
- starosta – Petr Chotěbor;
- místostarosta – Karel Kuča;
- jednatel a pokladník – Vojtěch Kašpar;
- člen výboru pro kolektivní členy – František Gabriel;
- členové výboru – Josef Hložek, Vilém Knoll, Stanislava Dvořáková, Daniela Houšková[1]

## Historie
Společnost založili přední odborníci z řad archeologů, historiků, archivářů a znalců historických památek spolu s amatérskými nadšenci pro národní kulturní dědictví. Taková skladba členstva je charakteristická pro Společnost dodnes. Založili ji v době rozsáhlé stavební činnosti, která řadu památek přímo ohrožovala.
Společnost má v současné době téměř 600 individuálních členů (historici různých specializací, archeologové, badatelé o hradech i nadšení zájemci o historii a kulturní dědictví).
Společnost se podle okolností vyjadřuje k důležitým aktuálním otázkám památkové péče, přičemž zpravidla vystupuje ve prospěch ochrany památek.

## Publikační a osvětová činnost
- Společnost po desítky let organizuje pravidelné přednášky pro členy i širokou veřejnost, které se již řadu let konají v budově Muzea hlavního města Prahy, v ulici Na poříčí a v blízkosti stanice metra Florenc. Pořádá exkurze, vedené odborníky (archeology, historiky umění, regionálními badateli).
- Společnost vydává od roku 1892 vlastní časopis.[2]
- Vlastivědná knihovnička Společnosti přátel starožitností. (Především publikace věnované významným architektonickým i archeologickým památkám.)
- Podíl na vydávání řady odborných publikací a sborníků, zejména Castellogica Bohemica.
- Dvakrát ročně je vydáván Bulletin SPS.